# Цирекидзе, Рауль
Рауль Церикидзе (груз. რაულ ცირეკიძე; род. 24 мая 1987 в Кутаиси, Грузия) — грузинский тяжелоатлет, чемпион Европы 2012 года в весовой категории до 85 килограмм.

## Карьера
В 21 год Рауль Цирекидзе участвовал в Олимпийских играх 2008 года в Пекине, в рывке он поднял 148 кг, но далее был вынужден отказаться от продолжения соревнований.
Весной 2012 года на Чемпионате Европы в Анталье грузин завоевал золотую медаль подняв в рывке 165 кг, а в толчке - 200 кг, суммарный результат - 365 килограмм. На Олимпийских играх 2012 года в Лондоне занял девятое место в весовой категории до 85 кг.
На Чемпионате Европы 2013 года в Тиране показал третий результат, однако после соревнований допинг-проба Рауля Цикеридзе и его соотечественника Давида Гогия дала положительный результат. В результате чего бронзовая медаль отошла россиянину Альберту Саяхову.